# Стефані Несбітт
Стефані Несбітт (англ. Stephanie Nesbitt, 10 серпня 1985) — американська синхронна плавчиня.
Призерка Олімпійських Ігор 2004 року.